# François Regnault
François Regnault (* November 1938 in Paris) ist ein französischer Schriftsteller, Übersetzer und Philosoph.

## Leben
Regnault studierte bei Louis Althusser und unterrichtete zunächst am Prytanée national militaire, von 1964 bis 1970 am Lycée de Reims, schließlich an der Université de Vincennes, hier zunächst an der philosophischen, ab 1974 an der psychoanalytischen Fakultät.
1976 gründete er mit Brigitte Jaques-Wajeman die Compagnie Pandora. Seitdem arbeitete er kontinuierlich für das Theater, als Übersetzer, als Autor, gelegentlich auch als Dramaturg. Von 1991 bis 1997 leitete er mit Jaques-Wajeman das Théâtre de la Commune in Aubervilliers. Von 1994 bis 2001 unterrichtete er am Conservatoire national supérieur d’art dramatique. Daneben arbeitete er auch mit Emmanuel Demarcy-Mota an der Comédie de Reims. Er übersetzte u. a. für Gallimard Wedekinds Frühlings Erwachen und 1996 für die Éditions Théâtrales Ibsens Peer Gynt.

## Werke
- Mais on doit tout oser puisque, 1981
- Dieu est inconscient, 1986
- Le Spectateur, 1986
- Dire le vers, avec Jean-Claude Milner, 1987
- Le Théâtre et la mer, 1989
- La Doctrine inouïe. Dix leçons sur le théâtre classique français, 1996
- Conférences d'esthétique lacanienne, 1997
  - dt.: Lacan'sche Ästhetik. Vier Vorlesungen, 2015
- L'Une des trois unités, 1999
- Théâtre-Équinoxes, 2001
- Théâtre-Solstices, 2002

| Personendaten    | Personendaten                                          |
| ---------------- | ------------------------------------------------------ |
| NAME             | Regnault, François                                     |
| KURZBESCHREIBUNG | französischer Philosoph, Schriftsteller und Übersetzer |
| GEBURTSDATUM     | November 1938                                          |
| GEBURTSORT       | Paris                                                  |